# ハリエット・マキルカム
ハリエット・マキルカム（Harriet McIlquham、1837年8月8日 - 1910年1月24日）は、イングランドの女性参政権活動家。

## 若年期
製パン業者のエドワード・メドレー（Edward Medley）とハリエット・サンダース・メドレー（Harriet Sanders Medley）の娘として、ロンドンのブリック・レーンで生を受ける。

## 活動経歴
1877年までにマキルカムはマンチェスター婦人参政権協会の会員となる。ブリストル・イングランド西部女性参政権協会（Bristol and West of England Society for Women's Suffrage）の会員でもあった。1881年、マリア・コルビーとともにバーミンガム・グランド・デモンストレーション（Birmingham Grand Demonstration）の共同主催者となり、ブランドフォード・デモンストレーション（Brandford Demonnstration）で演説した。1889年、中央国家協会（Central National Society）会員に就任したのと同時に、アリス・クリフ・スキャチャードやエリザベス・クラーク・ウォルステンホルム＝エルミーとともに女性参政権連盟を立ち上げ、連盟の初代会長となった 。
1892年に女性解放連盟を共同で設立し、連盟の組織評議会に従事した。さらに彼女は全国女性参政権協会連合チェルトナム支部の一員でもあったが、女性社会政治連合とともに働き、寄付も行っていた。
1881年、ボドリントン付きの後見人に選出。既婚女性が同職に就くのは初めてのことであった 。
後見人としての彼女の適性を疑問視する者もいたが、彼女自身は財産も保有していたので、その疑問は打ち消された。この経験を更なる活動に活かし、特に既婚女性の政治的権利に対して特に関心を抱いた。更にはスタヴァートン小教区の監督者になるとともに、他の地方役職を含めてもスタヴァートン小教区評議会で初めての女性議長に就任した。
1892年、マキルカムは自身の講演を基にした小冊子「女性における参政権賦与：古代の権利、現代の必要性（The Enfranchisement of Women: An Ancient Right, A Modern Need）」を出版するだけでなく 、季刊誌『ウェストミンスター・レヴュー』向けにも女性解放論の歴史に関するエッセイのシリーズを執筆した。

## 私生活
ハリエット・メドレーは1858年にジェームス・ヘンリー・マキルカムと結婚しており、4人の子供を設け、グロスターシャー州に居を構えた。1910年、チェルトナム倫理協会で詩人ロバート・ウィリアムズ・ブキャナンの詩篇に関する彼女の論文が読まれた数時間後に72歳で世を去った。墓所はテュークスベリー修道院に隣接する墓地にある。
ハリエット・マキルカムの論文はイギリスの女性図書館に保管されている。